# KBS경인방송센터
KBS경인방송센터(韓國放送公社 京仁放送-)는 한국방송공사 정책기획본부 지역정책실 산하 조직으로 구성된 지역방송국으로 인천광역시와 경기도 지역 방송권을 별개로 분리하여, 경인지역 로컬 뉴스를 중점적으로 자체 제작하고 있다. 
- KBS수원드라마제작센터 내에 위치하고 있는 이 방송국은 2010년 8월 24일에 방송통신위원회로부터 지역방송국 허가를 취득하였으며, 그 해 9월 13일에 개국하였다.
- 그러나 해당 방송사의 편성 원칙상 KBS 경인1TV는 일부 지역 뉴스와 시사 프로그램(인사이드 경인) 등을 제외한, 모든 프로그램은 프로그램 제작국인 서울 여의도 본사에서 송출하는 KBS 1TV와 동일하다.

## 조직
- 편성제작본부 : TV 제작, 편성, 아나운서
- 보도본부 : 영상 취재, 취재, 수원지국, 인천지국, 의정부지국
- 기술본부 : 기술 관리, TV 기술, 라디오 기술, 중계 기술, 송출 기술
- 시청자서비스팀 :
- 총무팀 : 총무, 재원 관리

## 연혁
- 2010년 8월 24일 : 방송국 허가
- 2010년 9월 13일 : KBS경인방송센터 개국
- 2012년 12월 31일 : 오전 4시 마지막 수도권 지역에서 지상파 아날로그 TV 방송 종료
- 2013년 4월 22일 : 아침 시간대 로컬 뉴스 자체 방송 개시(KBS 뉴스광장, KBS 930 뉴스)

## 논란

### 난시청 문제
- 방송통신위원회가 KBS경인방송센터를 두 달 만에 허가를 승인해줬다는 점에서 충분한 사전 준비 없이 지역방송국을 왜 성급하게 개국했는지에 대해서 의문이 제기되고 있었다.
- 현재 키 스테이션인 양평의 용문산중계소를 송신소로 사용하고 있는데, 방송커버리지가 이전 커버리지비율인 90%보다 낮은 67%여서 개국 당시 많은 난시청지역이 발생하였고, 많은 케이블 SO 업체들이 경인방송센터의 채널을 수신할 수 없어 어려움을 겪었다.
- 이를 해소하기 위해 KBS에서는 경인지역 내에 혼선 방지 차원에서 많은 TV 중계소를 점진적으로 구축하였다[1][2].

### 광교산중계소 디지털TV 전파 혼선 문제
- 2011년 2월경에 남산송신소의 전파를 수신하던 수원의 한 시청자가 갑자기 EBS(물리채널 64)와 SBS(물리채널 68)가 수신되던 채널에서 KBS 경인1TV(물리채널 64)와 KBS 2TV(물리채널 68)가 대신 수신되고 있어 해당 방송을 제대로 시청 할 수 없게 되었다는 시청자 민원이 제기되었다.
- 이후 KBS 측에서 광교산중계소에서 해당 채널로 디지털TV 방송을 송출하고 있어 일부 지역에서 남산송신소의 전파에 혼선을 일으키고 있다는 사실이 밝혀져 논란을 일으켰다[3][4][5].

#### 해결 방안
- 2011년 4월에 방송통신위원회를 비롯한, KBS와 MBC 등 지상파 3사와 협의한 결과, KBS의 디지털 TV 채널을 변경하는 대신 SBS와 EBS 디지털 TV방송 중계시설을 신설하여 임시채널로 송출하는 것으로 가닥을 잡았다.
- 우선 임시로 채널을 배정한 뒤, 2013년 10월 30일까지 모든 채널을 확정된 채널로 재배치하면서 남산송신소와의 혼선 문제도 사라졌으며, 해당지역 난시청 문제는 어느 정도 해소되었다.[6]

## 방송 송출 시설망

### TV
- 1TV
  - 호출부호 : HLAY-DTV
  - 가상채널 : 9-1

- 2TV
  - 가상채널 : 7-1

| 송신소          | UHD      | UHD      | UHD   | HD                                         | HD       | HD    | 송신소 위치                               | 비고 |
| 송신소          | 물리채널 | 물리채널 | 출력  | 물리채널                                   | 물리채널 | 출력  | 송신소 위치                               | 비고 |
| 송신소          | 1TV      | 2TV      | 출력  | 1TV                                        | 2TV      | 출력  | 송신소 위치                               | 비고 |
| --------------- | -------- | -------- | ----- | ------------------------------------------ | -------- | ----- | ----------------------------------------- | ---- |
| 용문산 송신소   | CH 52    | CH 56    | 2kW   | CH 26                                      | CH 28    | 1kW   | 경기 양평군 옥천면 용천리 산2-1           |      |
| 청평A 소출력    |          |          |       | CH 26                                      | CH 28    | 0.05W | 경기 가평군 청평면 청평리                 |      |
| 청평B 소출력    | CH 26    | CH 28    | 0.05W | 경기 가평군 청평면 청평리                  |          |       |                                           |      |
| 청평C 소출력    | CH 32    | CH 41    | 0.05W | 경기 가평군 청평면 삼회리                  |          |       |                                           |      |
| 가평A 소출력    | CH 32    | CH 41    | 0.05W | 경기 가평군 가평읍 달전리                  |          |       |                                           |      |
| 가평C 소출력    | CH 26    | CH 28    | 0.05W | 경기 가평군 가평읍 읍내리                  |          |       |                                           |      |
| 단월 소출력     | CH 26    | CH 28    | 0.05W | 경기 양평군 단월면 명성리                  |          |       |                                           |      |
| 감악산 중계소   | CH 20    | CH 24    | 2kW   | 경기 파주시 적성면 객현리 산182            |          |       |                                           |      |
| 파평 중계소     | CH 26    | CH 28    | 90W   | 경기 파주시 파평면 눌노리 산23-8 (파평산)  |          |       |                                           |      |
| 고양 소출력     | CH 14    | CH 16    | 0.05W | 경기 고양시 덕양구 고양동 240-6            |          |       |                                           |      |
| 동두천 중계소   | CH 38    | CH 36    | 20W   | 경기 동두천시 생연1동 산44-1               |          |       |                                           |      |
| 불현 소출력     | CH 15    | CH 18    | 0.05W | 경기 동두천시 불현동                       |          |       |                                           |      |
| 천보산 중계소   | CH 25    | CH 19    | 10W   | 경기 의정부시 금오동                       |          |       |                                           |      |
| 가능 중계소     | CH 35    | CH 36    | 5W    | 경기 의정부시 흥선동 산39-1                |          |       |                                           |      |
| 신곡 소출력     | CH 15    | CH 17    | 0.05W | 경기 의정부시 신곡동 53-464                |          |       |                                           |      |
| 포천 중계소     | CH 45    | CH 49    | 20W   | 경기 포천시 신북면 기지리 산98-5           |          |       |                                           |      |
| 소흘 중계소     | CH 26    | CH 28    | 5W    | 경기 포천시 소흘읍 고모리 산64             |          |       |                                           |      |
| 포천 소출력     | CH 45    | CH 49    | 0.05W | 경기 포천시 신읍동 700                     |          |       |                                           |      |
| 진접 중계소     | CH 36    | CH 38    | 20W   | 경기 남양주시 진접읍 장현리 산45-1         |          |       |                                           |      |
| 수택 소출력     | CH 15    | CH 17    | 0.05W | 경기 구리시 수택동 549-6                   |          |       |                                           |      |
| 화도 중계소     | CH 25    | CH 37    | 20W   | 경기 남양주시 화도읍 마석우리 산68         |          |       |                                           |      |
| 수동 소출력     | CH 26    | CH 28    | 0.05W | 경기 남양주시 수동면 입석리 522-2          |          |       |                                           |      |
| 진촌 중계소     | CH 23    | CH 25    | 20W   | 인천 옹진군 백령면 북포리 산138-3          |          |       |                                           |      |
| 대청 중계소     | CH 24    | CH 26    | 5W    | 인천 옹진군 대청면                         |          |       |                                           |      |
| 하점 중계소     | CH 40    | CH 42    | 20W   | 인천 강화군 하점면 이강리 산173-3 (별립산) |          |       |                                           |      |
| 선원 소출력     | CH 15    | CH 17    | 0.05W | 인천 강화군 선원면 창리 663                |          |       |                                           |      |
| 화도 소출력     | CH 15    | CH 17    | 0.05W | 인천 강화군 화도면 동막리                  |          |       |                                           |      |
| 교동A 소출력    | CH 15    | CH 17    | 0.05W | 인천 강화군 교동면 대룡리                  |          |       |                                           |      |
| 교동B 소출력    | CH 15    | CH 17    | 0.05W | 인천 강화군 교동면 동산리                  |          |       |                                           |      |
| 교동C 소출력    | CH 15    | CH 17    | 0.05W | 인천 강회군 교동면 대룡리                  |          |       |                                           |      |
| 계양산 중계소   | CH 52    | CH 56    | 2kW   | CH 38                                      | CH 47    | 100W  | 인천 계양구 목상동 산57-1                 |      |
| 인천송학 중계소 |          |          |       | CH 40                                      | CH 31    | 5W    | 인천 중구 전동 35-13 (자유공원)           |      |
| 만월 중계소     | CH 26    | CH 28    | 20W   | 인천 남동구 간석3동 산32-1 (만월산)        |          |       |                                           |      |
| 십정 소출력     | CH 15    | CH 17    | 0.05W | 인천 부평구 십정동 293-10                  |          |       |                                           |      |
| 구월 소출력     | CH 15    | CH 17    | 0.05W | 인천 남동구 구월동 1089-3                  |          |       |                                           |      |
| 간석 소출력     | CH 15    | CH 17    | 0.05W | 인천 남동구 간석3동                        |          |       |                                           |      |
| 운서 소출력     | CH 15    | CH 17    | 0.05W | 인천 중구 운서동 2787-1                    |          |       |                                           |      |
| 안산 중계소     | CH 32    | CH 28    | 10W   | 경기 안산시 상록구 성포동 산40-1 (노적봉)  |          |       |                                           |      |
| 사동1 소출력    | CH 15    | CH 17    | 0.05W | 경기 안산시 상록구 사1동                   |          |       |                                           |      |
| 사동2 소출력    | CH 42    | CH 48    | 0.05W | 경기 안산시 상록구 사2동                   |          |       |                                           |      |
| 광명 중계소     | CH 37    | CH 42    | 20W   | 경기 광명시 광명7동 산65-1 (도덕산)        |          |       |                                           |      |
| 광교산 중계소   | CH 52    | CH 56    | 2kW   | CH 42                                      | CH 48    | 1kW   | 경기 용인시 수지구 고기동 산52            |      |
| 성남 중계소     |          |          |       | CH 26                                      | CH 28    | 20W   | 경기 성남시 중원구 은행2동 산2-2 (검단산) |      |
| 운중 중계소     | CH 20    | CH 35    | 20W   | 경기 성남시 분당구 운중동 산83             |          |       |                                           |      |
| 광주 중계소     | CH 20    | CH 33    | 20W   | 경기 광주시 초월읍 지월리 산35             |          |       |                                           |      |
| 송정 소출력     | CH 15    | CH 17    | 0.05W | 경기 광주시 송정동 570 (광주시청)          |          |       |                                           |      |
| 광남 소출력     | CH 22    | CH 45    | 0.05W | 경기 광주시 삼동 504                       |          |       |                                           |      |
| 오포 소출력     | CH 15    | CH 17    | 0.05W | 경기 광주시 능평동 916                     |          |       |                                           |      |
| 곤지암A 소출력  | CH 20    | CH 35    | 0.05W | 경기 광주시 곤지암읍 삼리                  |          |       |                                           |      |
| 곤지암B 소출력  | CH 20    | CH 35    | 0.05W | 경기 광주시 곤지암읍 삼리                  |          |       |                                           |      |
| 도척A 소출력    | CH 15    | CH 17    | 0.05W | 경기 광주시 도척면 진우리                  |          |       |                                           |      |
| 도척C 소출력    | CH 26    | CH 28    | 0.05W | 경기 광주시 도척면 노곡리                  |          |       |                                           |      |
| 용인 중계소     | CH 36    | CH 39    | 20W   | 경기 용인시 처인구 역북동 산3-1            |          |       |                                           |      |
| 모현 소출력     | CH 15    | CH 17    | 0.05W | 경기 용인시 모현면 동림리                  |          |       |                                           |      |
| 이동 중계소     | CH 32    | CH 22    | 20W   | 경기 용인시 처인구 이동면 어비리 산80-1    |          |       |                                           |      |
| 원삼 소출력     | CH 15    | CH 17    | 0.05W | 경기 용인시 처인구 원삼면 맹리 378-1       |          |       |                                           |      |
| 안성 중계소     | CH 36    | CH 39    | 20W   | 경기 안성시 당왕동 산26                    |          |       |                                           |      |

아날로그TV
- 1TV
  - 호출부호 : HLAY-TV

| 송신소        | 채널  | 채널  | 출력       | 송신소 위치                               |
| 송신소        | 1TV   | 2TV   | 출력       | 송신소 위치                               |
| ------------- | ----- | ----- | ---------- | ----------------------------------------- |
| 용문산 송신소 | CH 32 | CH 26 | 10kW       | 경기 양평군 옥천면 용천리 산2-1           |
| 감악산 중계소 | CH 39 | CH 50 | 500W       | 경기 파주시 적성면 객현리 산182           |
| 파평 중계소   | CH 46 | CH 42 | 500W       | 경기 파주시 파평면 눌노리 산23-8 (파평산) |
| 고양 중계소   | CH 44 | -     | 10W        | 경기 고양시 덕양구 벽제동 산76            |
| 신서 중계소   | CH 13 |       | 10W        | 경기 연천군 신서면 대광리                 |
| 광암 중계소   | CH 30 | CH 25 | 10W        | 경기 동두천시 지행동 산21                 |
| 동두천 중계소 | CH 56 | CH 31 | 100W       | 경기 동두천시 생연1동 산44-1              |
| 가능 중계소   | CH 39 | CH 48 | 10W        | 경기 의정부시 가능3동 산39-1              |
| 포천 중계소   | CH 30 | CH 20 | 100W       | 경기 포천시 신북면 기지리 산98-5          |
| 소흘 중계소   | CH 51 | CH 54 | 10W        | 경기 포천시 소흘읍 고모리 산64            |
| 진접 중계소   | CH 44 | -     | 10W        | 경기 남양주시 진접읍 장현리 산45-1        |
| 화도 중계소   | CH 46 | -     | 50W        | 경기 남양주시 화도읍 마석우리 산68        |
| 양서 중계소   | CH 50 | -     | 100W       | 경기 양평군 양서면 용담리 산2-1           |
| 진촌 중계소   | CH 7  | -     | 10W        | 인천 옹진군 백령면 북포리 산138-3         |
| 백령 중계소   | CH 12 | -     | 1W         | 인천 옹진군 백령면 진촌리 산75-1          |
| 대청 중계소   | CH 56 |       | 10W        | 인천 옹진군 대청면                        |
| 하점 중계소   | CH 39 | CH 48 | 50W        | 인천 강화군 하점면 이강리 산173-3 별립산  |
| 계양산 중계소 | CH 23 | CH 31 | 250W       | 인천 계양구 목상동 산57-1                 |
| 만월 중계소   | CH 45 | CH 49 | 100W       | 인천 남동구 간석3동 산32-1 (만월산)       |
| 안산 중계소   | CH 58 | CH 60 | 10W        | 경기 안산시 상록구 성포동 산40-1 (노적봉) |
| 광명 중계소   | CH 56 | CH 58 | 10W        | 경기 광명시 광명7동 산65-1 (도덕산)       |
| 고천 중계소   | CH 50 | CH 52 | 0.1W       | 경기 의왕시 고천동 산5-1 (오봉산)         |
| 수원 중계소   | CH 54 | CH 56 | 500W       | 경기 수원시 팔달구 남창동 산1-1 (팔달산)  |
| 성남 중계소   | CH 50 | CH 48 | 100W       | 경기 성남시 중원구 은행2동 산2-2 (검단산) |
| 운중 중계소   | CH 60 | CH 58 | 10W        | 경기 성남시 분당구 운중동 산83            |
| 광주 중계소   | CH 44 | -     | 100W       | 경기 광주시 경안동 산20-42                |
| 용인 중계소   | CH 23 | CH 13 | 100W / 10W | 경기 용인시 처인구 역북동 산3-1           |
| 이동 중계소   | CH 54 | CH 13 | 50W / 5W   | 경기 용인시 처인구 이동면 어비리 산80-1   |
| 안성 중계소   | CH 33 | CH 56 | 100W       | 경기 안성시 당왕동 산26                   |

### 라디오
| KBS 제1라디오 | KBS 제1라디오 | KBS 제1라디오 | KBS 제1라디오 | KBS 제1라디오                           | KBS 제1라디오             | KBS 제1라디오 |
| 송신소        | 주파수        | 출력          | 호출부호      | 송신소 위치                             | 비고                      |               |
| ------------- | ------------- | ------------- | ------------- | --------------------------------------- | ------------------------- | ------------- |
| 진촌 중계소   | FM 96.3MHz    | 100W          | -             | 인천 옹진군 백령면 북포리 산138-3       |                           |               |
| 용문산 중계소 | FM 90.3MHz    | 1kW           | -             | 경기 양평군 옥천면 용천리 산25-1        | 경남 진주와 동일한 주파수 |               |
| 감악산 중계소 | FM 91.5MHz    | 50W           | -             | 경기 파주시 적성면 객현리 산182         |                           |               |
| 성남 중계소   | FM 93.5MHz    | 20W           | -             | 경기 성남시 중원구 은행2동 산2-2 검단산 |                           |               |
| 용인 중계소   | FM 88.1MHz    | 20W           | -             | 경기 용인시 처인구 역북동 산3-1         |                           |               |
| KBS 제2FM     |               |               |               |                                         |                           |               |
| 송신소        | 주파수        | 출력          | 호출부호      | 송신소 위치                             | 비고                      |               |
| 백령 중계소   | FM 90.9MHz    | 100W          | -             | 인천 옹진군 백령면 북포리 산138-3       |                           |               |
| 성남 중계소   | FM 97.7MHz    | 20W           | -             | 경기 성남시 중원구 은행2동 산2-2 검단산 |                           |               |

## 제작 프로그램
KBS경인 1TV
시사·교양
- 인사이드 경인

뉴스
| 프로그램명        | 방송시간  | 편성시간                 | 진행   |
| ----------------- | --------- | ------------------------ | ------ |
| KBS 뉴스광장 경인 | 평일 10분 | 아침 7시 35분 ~ 7시 45분 | 조은민 |
| KBS 뉴스 930 경인 | 평일 10분 | 오전 9시 50분 ~ 10시     | 조은민 |
| KBS 뉴스 7 경인   | 평일 5분  | 저녁 7시 30분 ~ 7시 40분 | 이가회 |
| KBS 뉴스 9 경인   | 평일 10분 | 밤 9시 35분 ~ 9시 45분   | 이가회 |

## 아나운서

### 현직
- 조은민 (2018년) : 전직 목포MBC MC
- 이가회 (2024년) : 전직 BTV 중부방송 아나운서, MBC충북 MC

### 전직
- 도경완 (2010년 9월 ~ 2010년 12월) : 전직 KBS 대구방송총국, KBS 서울본국 아나운서
- 오태훈 (2011년 1월 ~ 2011년 2월) : 현 KBS 서울본국 아나운서
- 장민정 (2011년 2월 ~ 2012년 7월) : 현 YTN 아나운서
- 강려원 (2012년 7월 ~ 2016년 9월) : 현 YTN 아나운서
- 조정연 : 전직 연합뉴스TV 아나운서
- 서수진 : 전직 전주MBC, MBC경남, 대전MBC 아나운서
- 강승희 (2016년) : 전직 KBS충주 아나운서

## 현직 기자
- 구경하
- 김기흥
- 김민아
- 박정권
- 박은주
- 박재우
- 선재희
- 송명희
- 양석현
- 유원중
- 윤나경
- 이정록
- 이채리
- 임명규
- 천현수